# リス・ゴーティ

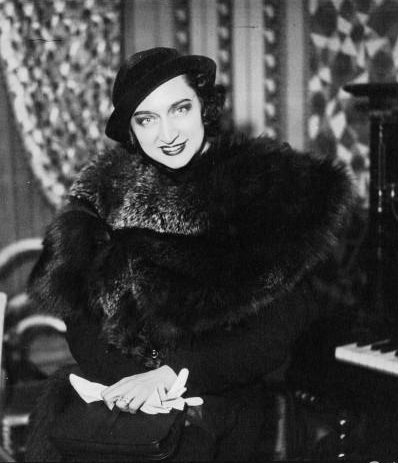
リス・ゴーティ（1900年 - 1994年）。1934年の写真。

リス・ゴーティ（Lys Gauty, 1900年2月14日 - 1994年1月2日）はフランスのシャンソン歌手。情感あるアルトの声を持ち、パリのミュージック・ホール「ア・ベ・セ」の花形として活躍した。日本ではとりわけ「パリ祭」（本来の題名は「巴里恋しや (A Paris dans chaque faubourg)」）がルネ・クレール監督の映画『巴里祭 (Quatorze Juillet)』の主題歌（1933年録音）として親しまれている。

## 経歴
本名はアリス・ゴーティエ (Alice Gauthier)。1908年、パリ近郊のルヴァロワ＝ペレに生まれる。父親は自動車修理工で、家は貧しかった。ゴーティはデパートの帽子売り場で売り子をしながら歌を勉強した。当初はクラシック音楽を学び、次第にシャンソンに傾倒するようになる。
パリでデビューするが、1920年代はほとんど無名だった。このころ、ゴーティのマネージャーをしていたガストン・グレネールと結婚。ゴーティの才能を見いだしたのは、キャバレー「シェ・フィシェ」のトルコ人経営者ニルソン・フィシェで、ゴーティの初レコーディングはフィシェ作曲による「夢の楽園 (Paradis du rêve)」（1928年、グラモフォン）である。
1932年、4月に録音した「海賊の花嫁 (La fiancée du pirate)」が同年度ディスク大賞を獲得する。これはクルト・ヴァイル作曲の舞台作品『三文オペラ』中の楽曲であった。1933年、ドイツを離れてパリに滞在していたヴァイルは、ゴーティのために「セーヌの嘆き (La complainte de la Saine)」、「あんたを愛していないわ (Je ne t'aime pas)」を書いた。このほか、「巴里恋しや」（上記）、「過ぎゆく艀船 (Le chaland qui passe)」（「すぎ行くはしけ」、「去り行くはしけ」とも）などで人気を確立する。
1934年から、プァソニエール大通りにオープンしたミュージック・ホール「ア・ベ・セ」の初代看板スターとして出演。同年、「暮れゆく港 (Le bistrot du port)」がヒットする。さらにフランス6人組のひとり、アルテュール・オネゲル作曲の「艦隊の歌 (Chanson de l'escadrille)」、「いざりの歌 (Canson du cul-de-jatte)」も歌った。
1938年、映画『流しの女演歌師』に主演。翌1939年には南米公演を果たして喝采を浴びる。しかし第二次世界大戦が勃発し、ステージ活動に制約を受けることになった。
戦後は「アランブラ」で歌い、「カジノ・モンパルナス」でオペレッタ『私の女演歌師』に出演するが、その後は第一線を退き、ニースで音楽塾を開いた。